# La Revancha del Tango
La Revancha del Tango es el álbum debut de la banda Gotan Project, lanzado en el año 2001. En octubre de 2010, recibió el disco de oro de la BPI por ventas de más de 100.000 copias en el Reino Unido.

## Lista de temas
Todas las pistas fueron escritas por Philippe Cohen Solal, Cristoph H. Müller y Eduardo Makaroff, excepto que se indique lo contrario.
1. Queremos Paz – 5:15
2. Época – 4:28
3. Chunga's Revenge (Frank Zappa) – 5:02 (cover de la canción de Frank Zappa perteneciente al álbum Chunga's Revenge)
4. Tríptico – 8:26
5. Santa María (del Buen Ayre) – 5:57 (aparece en la película Shall We Dance? con Richard Gere y Jennifer Lopez.)
6. Una Música Brutal – 4:11
7. El Capitalismo Foráneo (Philippe Cohen Solal, Cristoph H. Müller, Avelino Flores) – 6:13
8. Último Tango en París – 5:50 (cover del tema del Gato Barbieri de la película de 1972 El último tango en París)
9. La del Ruso – 6:22
10. Vuelvo al Sur (Astor Piazzolla, Pino Solanas) – 6:59

## Equipo creativo
- Philippe Cohen Solal
- Christoph H. Müller
- Eduardo Makaroff